# Metasphenisca micrura
Metasphenisca micrura es una especie de insecto del género Metasphenisca de la familia Tephritidae del orden Diptera.

## Historia
Erich Martin Hering la describió científicamente por primera vez en el año 1942.